# Yue (岳)
Yue 岳 (spreek uit als [Yuh]) is een Chinese familienaam. Deze achternaam staat in de Baijiaxing op de 475e plaats. De beroemde Chinese volksheld Yue Fei heeft deze achternaam. In het oude China bestond het beroep siyue/四岳, dat was een ambtenarenberoep die zich bezighield met het bestuderen van bergen en heuvels. Bergen en heuvels hadden volgens de mensen van die tijd spirituele machten. Vervolgens gingen deze ambtenaren de achternaam Yue uit siyue overnemen.

## Bekende personen met de naam Xu of She
- Yue Fei
- Yue Laosan
- Yue Qifeng
- Yue Minjun
- Yue Yinping
- Yue Yun
- Yue Zhongqi